# ژلتش (منطقه تابور)
ژلتش (به چکی: Želeč) یک منطقهٔ مسکونی در جمهوری چک است که در منطقه تابور واقع شده‌است. ژلتش ۱۵٫۷۲ کیلومتر مربع مساحت و ۸۳۳ نفر جمعیت دارد و ۴۷۱ متر بالاتر از سطح دریا واقع شده‌است.